# موونتین لیکس (نیوجرسی)
موونتین لیکس (به انگلیسی: Mountain Lakes) شهری در ایالت نیوجرسی کشور ایالات متحده آمریکا است که جمعیت آن در سرشماری سال ۲۰۱۰ میلادی، ۴٬۱۶۰ نفر بوده‌است.